# SAIDI
System Average Interruption Duration Index (SAIDI) – w elektroenergetyce, wskaźnik przeciętnego (średniego) systemowego czasu trwania przerwy długiej w dostawach energii elektrycznej, wyznaczony w minutach na odbiorcę. SAIDI jest współczynnikiem niezawodności stanowiącym sumę iloczynów czasu trwania przerwy w dostawie energii (w minutach) i liczby odbiorców narażonych na skutki tej przerwy w ciągu roku, podzieloną przez łączną liczbę obsługiwanych odbiorców przyłączonych do sieci
{\displaystyle {\mbox{SAIDI}}={\frac {\sum {U_{i}N_{i}}}{\sum {N_{i}}}},}
gdzie:
{\displaystyle N_{i}} – liczba odbiorców,
{\displaystyle U_{i}} – roczny czas wyłączeń odbiorcy {\displaystyle i.}
Inaczej mówiąc, jest to całkowity czas trwania przerw w zasilaniu w energię elektryczną (w minutach), jakiego może się spodziewać odbiorca średnio w ciągu roku
{\displaystyle {\mbox{SAIDI}}={\frac {\mbox{suma czasow wylaczen wszystkich odbiorcow w grupie}}{\mbox{liczba wszystkich odbiorcow}}}.}
SAIDI nie obejmuje przerw krótszych niż 3 minuty i wyznaczany jest oddzielnie dla przerw planowanych i przerw nieplanowanych.